# Big Trouble - Una valigia piena di guai
Big Trouble - Una valigia piena di guai (Big Trouble) è un film del 2002 diretto da Barry Sonnenfeld.

## Trama
Il film ruota attorno ad una misteriosa valigia, il cui contenuto cambierà la vita di molti personaggi molto differenti tra loro, la casalinga infelice Anna Herk sposata con Arthur Herk, Puggy l'hippy senza casa, i due sicari Snake Dupree e Eddie Leadbetter, i due agenti FBI Pat Greer e Alan Seitz, il pubblicitario divorziato Eliot Arnold e molti altri.
Puggy si reca a Miami e va in un bar, dove Snake Dupree e Eddie Leadbetter, due ex detenuti imbranati, gli rubano i soldi. Qui il proprietario lo invita a portare dentro una valigia che contiene quello che tutti pensano essere un tritarifiuti. Puggy viene invitato a tornare il giorno dopo e intanto trova casa su un albero nella proprietà degli Herks.
Nella casa degli Herks avvengono cose strane perché in una partita del liceo del gioco "Killer" (in cui uno studente deve sparare a un altro con una pistola ad acqua) Matt Arnold deve "uccidere" la compagna di classe Jenny Herk, e decide di entrare di soppiatto nella sua casa. Per coincidenza, anche due assassini, Henry Desalvo e Leonard Ferroni, sono lì per uccidere Arthur Herk, che ha segretamente sottratto denaro dalla sua compagnia, Penultra Corp.. Durante il caos dei tentativi di assassinio, Matt viene bloccato e sopraggiungoino i due agenti, Monica Romero e Walter Kramitz che notano che non è stata usata solo una pistola ad acqua, ma anche un fucile vero. VIene chiamato anche Eliot Arnold, il padre di Matt, per prendere il figlio ma Eliot percepisce immediatamente una reciproca attrazione per Anne Herk, la madre di Jenny. La domestica degli Herks, Nina, nel frattempo, si innamora di Puggy che, dopo la fuga dalle sparatorie, la salva.
Poco dopo i condannati in fuga Snake e Eddie, che sono stati precedentemente cacciati fuori dal bar per condotta disordinata, cercano di rapinare lo stesso bar e vi trovano Arthur e Puggy. Prendono quindi la valigia, non conoscendone il contenuto ma pensando che possa contenere qualcosa di importante.
I condannati costringono Arthur a tornare a casa, dove catturano tutti e li legano. Prendendo Puggy e rapendo Jenny, partono con la valigia per l'aeroporto. Nina, che si nascondeva nella sua stanza, libera tutti tranne Monica e Arthur, che provano un inseguimento. Poco dopo, la casa viene visitata da due agenti dell'FBI che stanno rintracciando la bomba, liberano l'agente Monica e la conducono all'aeroporto.
I criminali passano attraverso la sicurezza con Puggy e Jenny e attivano inavvertitamente la bomba contenuti nella valigia che è scambiata per tritarifiuti e inizia il suo timer di 45 minuti. Gli agenti dell'FBI dicono a tutti che l'aereo deve essere abbattuto. Puggy conduce il gruppo sull'aereo dei criminali, su cui Eliot si intrufola. Nel frattempo, i due sicari escono dal trafficoe raggiungono l'aeroporto dove incontrano l'agente Romero e gli agenti speciali Greer e Seitz, facendo cadere il fucile da cecchino dalla loro sacca da golf. Romero afferra il fucile, rimuove il suo bullone e lo restituisce.
Eliot, dopo essere passato di soppiatto sull'aereo, attacca i criminali mettendo fuorigioco Eddie con un estintore e scagliando Snake dalla porta posteriore ancora aperta, ma Snake riesce ad aggrapparsi ai gradini della porta. Nonostante l'insistenza di Eliot che la valigia sia una bomba, Snake apre il fuoco e spinge Eliot a tirare la leva di emergenza che disaccoppia la porta. Snake cade nell'oceano ancora aggrappato alla bomba, che esplode in sicurezza nell'acqua. Eliot si congratula con l'FBI, ha promesso che riceverà stivali da cowboy e un cappello presidenziale, e ha detto che gli eventi che si sono svolti sono strettamente top secret.